# Monster Hunter Wilds
Monster Hunter Wilds — компьютерная игра в жанре action/RPG, разработанная компанией Capcom. Преемник Monster Hunter: World (2018). Релиз игры состоялся 28 февраля 2025 года на Windows, PlayStation 5 и Xbox Series X/S. Monster Hunter Wilds стала первой игрой серии с полной русской локализацией — игра получила не только текстовый перевод, но и русскую озвучку.

## Игровой процесс
Как и её предшественница, Monster Hunter Wilds — это action/RPG с видом от третьего лица. Игроки берут под своё управление героя, который отправляется в «Запретные земли» («Forbidden Lands»), безлюдную местность, населённую монстрами, чтобы найти пропавшую экспедиционную группу. Игровой мир разделён на несколько биомов, каждый из которых представляет собой большую открытую область, свободную для исследования. Там же можно будет получать квесты. Готовить еду, пополнять запасы и создавать новое снаряжение и оружие можно в деревне охотников, перемещаться в которую можно прямо из открытого мира. Для более быстрого перемещения по местности в игре будет доступен скакун по имени Сейкрет (The Seikret). Он также позволит игроку носить два разных вида вооружения во время охоты на монстров, однако менять броню можно будет только в деревне.
В Monster Hunter Wilds вернутся все 14 видов оружия из предыдущей части, а также будут добавлены новые приёмы и движения для персонажа. В игру также вернётся обновлённая версия Слингера (The Slinger) с новыми функционалом, позволяющими игроку захватывать предметы издали и взаимодействовать с окружением, создавая ловушки для монстров. В игре присутствует режим фокусировки, позволяющий игрокам наносить точечные удары по определенным частям тела монстра. Раны на теле монстра могут быть использованы для нанесения дополнительного урона. Сами монстры смогут взаимодействовать друг с другом: хищники будут охотиться на более мелких животных, а некоторые монстры будут демонстрировать стадное поведение, чтобы лучше защитить себя. На поведение монстров будет влиять погода и время суток — некоторые из них будут появляться только при благоприятных погодных условиях.
Игра поддерживает кооперативный многопользовательский режим для четырех игроков. В однопользовательском режиме тремя охотниками будут управлять искусственный интеллект.

## Разработка
Игра разрабатывалась компанией Capcom на движке RE engine. Команда стремилась создать реалистичную экосистему и смоделировать естественную окружающую среду. По словам Юи Токуды, руководителя проекта, игроки смогут наблюдать за жизненным циклом живых существ, а также за взаимодействием монстров друг с другом. Монстры будут свободно перемещаться по всему открытому миру, хищники будут охотиться за добычей. Игроки могут использовать изменяющуюся окружающую среду в своих интересах и последствия их действий сохранятся, даже если они выйдут из игры или переместятся в деревню охотников. Команда также решила отойти от «экскурсионной» модели предыдущих игр и представить более крупный, более бесшовный мир, чтобы побудить игроков взаимодействовать с различными игровыми системами. Для увеличения погружения в игру главный герой, а также его кошачьи спутники (известные как Палико) будут полностью озвучены. Команда прислушалась к отзывам игроков к предыдущим частям — World и Rise — и решила сделать исследование мира более доступным, добавив ездовых животных, которые смогут автоматически направлять игроков к цели.
Анонс игры состоялся в декабре 2023 года на The Game Awards 2023. Датой релиза (для ПК, PlayStation 5, а также Xbox Series X/S) был объявлен 2025 год. Демоверсию проекта продемонстрировали на выставке Gamescom 2024. Она получила четыре награды по итогу голосования посетителей: «Самая эпичная игра», «Самая зрелищная игра», «Лучшая игра для PlayStation» и «Лучший трейлер».

## Продажи
За первые три дня игра разошлась тиражом более восьми миллионов копий, что оказалось лучшим результатом в истории компании Capcom. Предыдущий рекорд удерживала Monster Hunter: World с шестью миллионами копий. Помимо этого, Monster Hunter Wilds стала самой быстропродаваемой игрой для PlayStation 5 в Японии (601 тысяча копий), опередив по этому показателю предыдущего лидера Final Fantasy XVI (336 тысяч копий). За первый месяц продажи превысили 10 миллионов копий.

## Отзывы критиков
| Сводный рейтинг       | Сводный рейтинг                      |
| Агрегатор             | Оценка                               |
| --------------------- | ------------------------------------ |
| Metacritic            | PS5: 90/100 Win: 88/100 XSXS: 90/100 |
| OpenCritic            | 95%                                  |
| Иноязычные издания    |                                      |
| Издание               | Оценка                               |
| Destructoid           | 9.5/10                               |
| Edge                  | 7/10                                 |
| Eurogamer             | 4/5                                  |
| GameSpot              | 8/10                                 |
| GamesRadar+           | 4.5/5                                |
| PCGamesN              | 9/10                                 |
| PC Gamer (US)         | 85/100                               |
| Push Square           | 9/10                                 |
| Shacknews             | 9/10                                 |
| VG247                 | 5/5                                  |
| Video Games Chronicle | 5/5                                  |
| Русскоязычные издания |                                      |
| Издание               | Оценка                               |
| 3DNews                | 9/10                                 |
| GameMAG.ru            | 8/10                                 |
| StopGame.ru           | Изумительно                          |
| «Мир фантастики»      | (положительная)                      |

Monster Hunter Wilds получила высокие оценки от игровой прессы. Согласно сайту-агрегатору оценок Metacritic версии для PlayStation 5 и Xbox Series X/S в среднем набрали 90 баллов из 100 (эквивалентно статусу «всеобщее признание»), а версия для Windows 88 из 100 («в целом положительная» оценка). По данным портала OpenCritic 95% критиков рекомендуют эту игру к прохождению.
Всего за час с момента релиза игры в Steam её пиковый онлайн превысил 955 тысяч человек, вскоре перевалив за 1.3 миллиона (общее 5-е место). Это стало рекордом среди игр компании Capcom.